# Condado de Osage (Missouri)
O Condado de Osage é um dos 114 condados do Estado americano de Missouri. A sede do condado é Linn, e sua maior cidade é Linn. O condado possui uma área de 1 589 km² (dos quais 19 km² estão cobertos por água), uma população de 13 062 habitantes, e uma densidade populacional de 8 hab/km² (segundo o censo nacional de 2000). O condado foi fundado em 1841.